# Gmina Pruchnik
Die Gmina Pruchnik ist eine Stadt-und-Land-Gemeinde im Powiat Jarosławski der Woiwodschaft Karpatenvorland in Polen. Ihr Sitz ist die gleichnamige Stadt mit etwa 3800 Einwohnern. Sie liegt 15 km südwestlich von Jarosław an der Mleczka.

## Geschichte
Die Stadt-und-Land-Gemeinde besteht seit dem 1. Januar 2011. Damals erhielt der Ort wieder das Stadtrecht.

## Gliederung
Die Stadt-und-Land-Gemeinde (gmina miejsko-wiejska) Pruchnik umfasst ein Gebiet von 78,26 km² mit etwa 9800 Einwohnern. Dazu gehören folgende acht Orte mit zehn Schulzenämtern:
- Hawłowice
- Jodłówka mit 
  - Jodłówka und Jodłówka-Parcelacja
- Kramarzówka
- Pruchnik mit
  - Pruchnik Dolny und Pruchnik Górny
- Rozbórz Długi
- Rozbórz Okrągły
- Rzeplin
- Świebodna.